# 아르곤 (2003년 드라마)
《아르곤》은 2003년 12월 24일부터 2003년 12월 25일까지 MBC에서 방영된 국방 홍보원 공동 제작드라마이다.

## 등장 인물

### 주요 인물
- 홍경민 : 한준영(26세) 역 - 중위, 특전사 아르곤 특임대대 1중대 신임 부중대장
- 이유리 : 강강희(23세) 역 - 중사, 아르곤 특임대대 일등 저격수, 고공조장
- 정려원 : 권수현(23세) 역 - 강희의 소꼽친구, 특전 사령관의 딸
- 장동직 : 신도엽(29세) 역 - 대위, 아르곤 특임대대 2중대장

### 주변 인물
- 김승현 : 박정환(21세) 역 - 하사, 아르곤 1중대 폭파 담당관
- 강태기 : 이한종(40세) 역 - 상사, 아르곤 1중대 선임 담당관
- 이재황 : 최태곤(25세) 역 - 중사, 아르곤 1중대 부사관
- 신승환 : 방흥식(24세) 역 - 중사, 아르곤 1중대 통신 담당관
- 서현기 : 김수용(26세) 역 - 중사, 아르곤 2중대 대원

### 그 외 인물
- 길용우 : 고경모 역 - 중령, 특전사 아르곤 특임대대장
- 홍근하